# Entenschenke

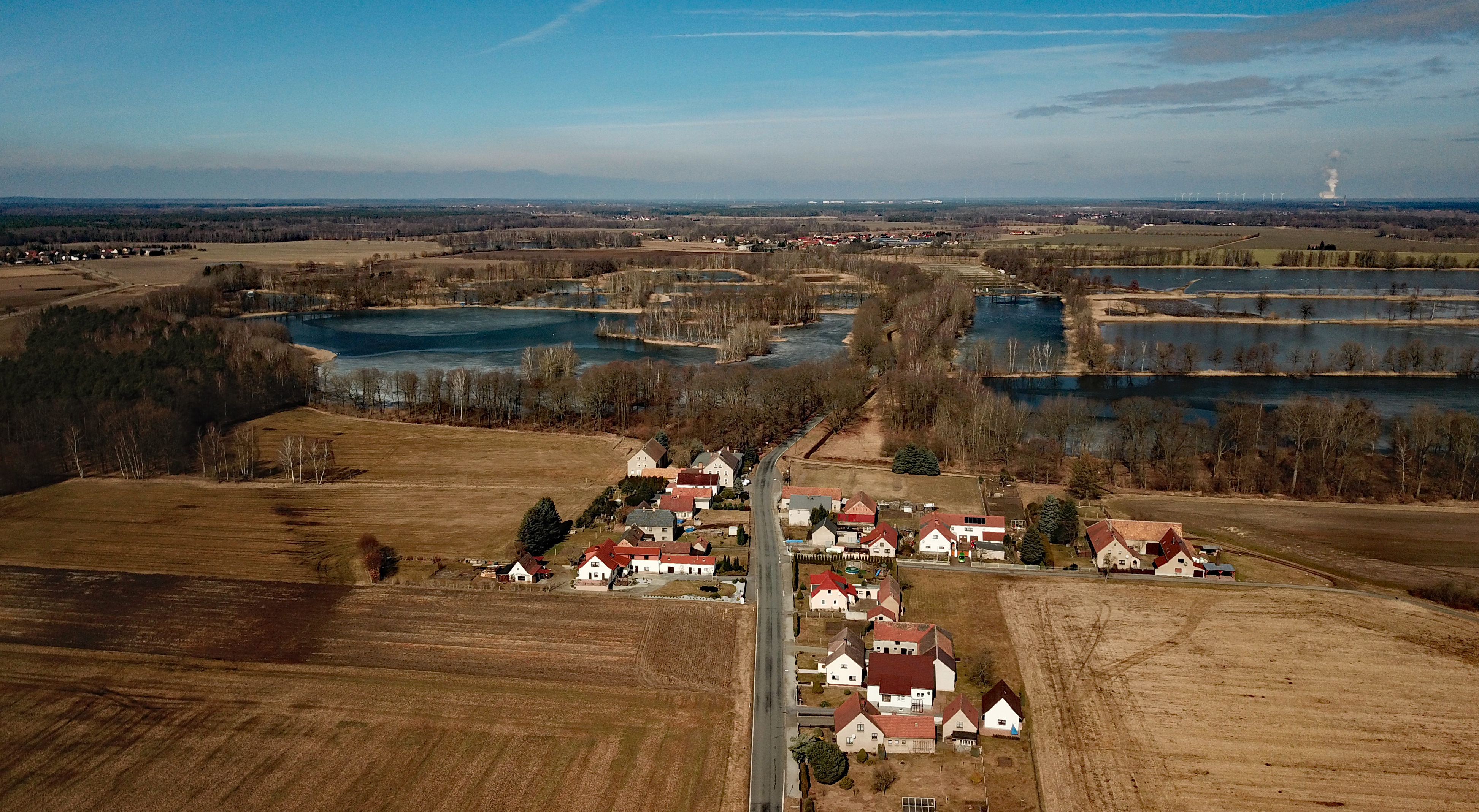
Luftbild von Entenschenke (2018)

Entenschenke, obersorbisch Kača Korčmaⓘ, ist ein Ortsteil der Gemeinde Königswartha im Landkreis Bautzen im Osten von Sachsen. Der Ort zählt zum amtlichen sorbischen Siedlungsgebiet. Im Dezember 2022 hatte der Ortsteil 31 Einwohner.

## Geografie
Der Ort liegt in der Oberlausitz, jeweils etwa 20 Kilometer östlich von Kamenz und nördlich der Kreisstadt Bautzen. Umliegende Ortschaften sind Commerau im Norden, Caminau im Nordosten, Königswartha im Osten, Niesendorf im Süden, Eutrich im Südwesten, der Ortsteil Ralbitz der Gemeinde Ralbitz-Rosenthal im Westen sowie Truppen im Nordwesten.
Das Dorf zählt zum Biosphärenreservat Oberlausitzer Heide- und Teichlandschaft. Zwischen Entenschenke und Commerau befindet sich ein ausgedehntes Teichgebiet, der Große Biwatschteich und der Griesteich grenzen direkt an die Gemarkung von Entenschenke. Nördlich des Dorfes fließt der Kaiserteichgraben, östlich das Hoyerswerdaer Schwarzwasser.
Durch Entenschenke verläuft die Kreisstraße 7284, die den Ort mit Commerau und Niesendorf verbindet. Die Bundesstraße 96 verläuft etwa zwei Kilometer östlich des Dorfes. 
Entenschenke liegt unmittelbar an der ehemaligen Bahnstrecke Bautzen–Hoyerswerda, hatte aber nie einen eigenen Haltepunkt.

## Geschichte
Die kleine Siedlung entstand in der zweiten Hälfte des 18. Jahrhunderts um die dort befindliche Entenschänke herum. Auf älteren Karten wurde sie auch als Entenschenkhäuser bezeichnet.
Bis zum 1. Januar 1957 war Entenschenke ein Ortsteil der Gemeinde Commerau, diese wurde schließlich nach Königswartha eingemeindet. Zu DDR-Zeiten lag der Ort im Kreis Bautzen im Bezirk Dresden und kam nach der Wende an den Landkreis Bautzen. Von 1994 bis 2008 war Entenschenke ein Teil des alten Landkreises Bautzen, der bei der Kreisreform 2008 mit dem Landkreis Kamenz zum heutigen Landkreis Bautzen fusionierte.

## Bevölkerung
Für seine Statistik über die sorbische Bevölkerung in der Oberlausitz ermittelte Arnošt Muka in den achtziger Jahren des 19. Jahrhunderts in der gesamten Gemeinde Commerau ausnahmslos sorbische Einwohner. Seit Mitte des 20. Jahrhunderts ist die Zahl sorbischer Einwohner stark zurückgegangen.
Die gläubigen Einwohner sind überwiegend evangelisch-lutherischer Konfession und nach Königswartha gepfarrt. Bis 1872 zählte Entenschenke zur Kirchengemeinde in Neschwitz.